# ルーク・ブラウウェルス
ルーク・ブラウウェルス（Luuk Brouwers 、1998年5月3日 - ）は、オランダ・ヘルモント出身のサッカー選手。エールディヴィジ・FCユトレヒト所属。ポジションは、ミッドフィールダー。

## クラブ歴
FCデン・ボスの下部組織を経て2015年4月10日、エールステ・ディヴィジのヨングPSV戦でプロデビューを果たした。
2020年2月5日、ゴー・アヘッド・イーグルスと6月30日からの3年契約を締結。
2022年3月23日、2022-23シーズンからエールディヴィジに所属するFCユトレヒトに移籍することが決定し、5年契約を結んだ。